# Ренді Міллер
Ренді Крінер Міллер (англ. Randi Criner Miller; нар. 3 листопада 1983) — американська борчиня вільного стилю, Панамериканська чемпіонка, бронзова призерка Олімпійських ігор.

## Життєпис
Виступала за борцівський клуб «Gator». Тренер — Леві Вейкел-Магден.

## Спортивні результати на міжнародних змаганнях

### Виступи на Олімпіадах
| Змагання                    | Збірна | Вагова категорія          | Місце  |
| --------------------------- | ------ | ------------------------- | ------ |
| Літні Олімпійські ігри 2008 | США    | жіноча боротьба, до 63 кг | Бронза |

### Виступи на Чемпіонатах світу
| Змагання                        | Збірна | Вагова категорія          | Місце |
| ------------------------------- | ------ | ------------------------- | ----- |
| Чемпіонат світу з боротьби 2014 | США    | жіноча боротьба, до 69 кг | 21    |

### Виступи на Панамериканських чемпіонатах
| Змагання                                   | Збірна | Вагова категорія          | Місце  |
| ------------------------------------------ | ------ | ------------------------- | ------ |
| Панамериканський чемпіонат з боротьби 2006 | США    | жіноча боротьба, до 67 кг | Золото |

### Виступи на Кубках світу
| Змагання                    | Збірна | Вагова категорія          | Місце |
| --------------------------- | ------ | ------------------------- | ----- |
| Кубок світу з боротьби 2007 | США    | жіноча боротьба, до 63 кг | 4     |
| Кубок світу з боротьби 2014 | США    | жіноча боротьба, до 69 кг | 6     |
| Кубок світу з боротьби 2015 | США    | жіноча боротьба, до 69 кг | 4     |

### Виступи на інших змаганнях
| Змагання                                                  | Збірна | Вагова категорія          | Місце  |
| --------------------------------------------------------- | ------ | ------------------------- | ------ |
| Міжнародний меморіал Дейва Шульца 2004                    | США    | жіноча боротьба, до 67 кг | 4      |
| Міжнародний меморіал Дейва Шульца 2005                    | США    | жіноча боротьба, до 72 кг | Бронза |
| Міжнародний меморіал Дейва Шульца 2006                    | США    | жіноча боротьба, до 67 кг | 4      |
| Міжнародний меморіал Дейва Шульца 2007                    | США    | жіноча боротьба, до 63 кг | Золото |
| Міжнародний меморіал Дейва Шульца 2008                    | США    | жіноча боротьба, до 63 кг | Бронза |
| Міжнародний турнір Ньюйоркського атлетичного клубу 2013   | США    | жіноча боротьба, до 67 кг | Срібло |
| Міжнародний меморіал Дейва Шульца 2014                    | США    | жіноча боротьба, до 69 кг | Золото |
| Klippan Lady Open 2014                                    | США    | жіноча боротьба, до 69 кг | Срібло |
| Золотий Гран-прі з боротьби 2014 (Баку)                   | США    | жіноча боротьба, до 69 кг | 7      |
| Чемпіонат світу з боротьби серед військовослужбовців 2014 | США    | жіноча боротьба, до 69 кг | Золото |
| Міжнародний меморіал Білла Фаррелла 2014                  | США    | жіноча боротьба, до 69 кг | Золото |
| Міжнародний меморіал Дейва Шульца 2015                    | США    | жіноча боротьба, до 69 кг | Срібло |
| Відкритий чемпіонат Монголії з боротьби 2015              | США    | жіноча боротьба, до 69 кг | Срібло |
| Beat the Streets 2015                                     | США    | жіноча боротьба, до 69 кг | Золото |
| Міжнародний меморіал Білла Фаррелла 2015                  | США    | жіноча боротьба, до 75 кг | Срібло |
| Klippan Lady Open 2016                                    | США    | жіноча боротьба, до 75 кг | Срібло |
| Олімпійські випробування США 2016                         | США    | жіноча боротьба, до 69 кг | Бронза |